# Polittico della Deposizione
Il polittico della Deposizione è un dipinto a tempera su tavola (200×250 cm circa) di Paolo da Caylina il Giovane, conservato nella chiesa di Sant'Angela Merici a Brescia, nel secondo vano a destra della navata.
Si tratta di un polittico composto da tredici tavole e due iscrizioni in legno disposte in vari riquadri, contornati da una cornice architettonica lignea. È probabilmente l'opera più preziosa conservata nella chiesa di Sant'Angela Merici, databile alla prima metà del Cinquecento, ma di difficile attribuzione per quanto riguarda l'autore. Inizialmente concepito come pala dell'altare maggiore e lì effettivamente collocato, ha subito vari spostamenti nel corso dei secoli, trovando infine posto dove si trova tuttora.

## Storia
Il polittico è facilmente databile alla prima metà del Cinquecento ed è attribuibile a Paolo Caylina il Giovane, anche se è stato avanzato anche il nome di Vincenzo Civerchio.
L'opera viene in origine commissionata come pala dell'altare maggiore della chiesa, ma in realtà vi resterà molto poco, essendo sostituita entro pochi decenni dalla grande Trasfigurazione del Tintoretto, ancora presente. Nel corso dei secoli, pertanto, il polittico viene più volte spostato all'interno della chiesa, senza che fosse mai danneggiato o manomesso.
La sistemazione definitiva viene trovata su quello che era il secondo altare destro della chiesa. Durante la seconda guerra mondiale, tutte le tele presenti della chiesa di Sant'Angela, compreso il polittico, vengono portate via e messe al sicuro. È la loro salvezza: il bombardamento di Brescia del 2 marzo 1945 distrugge quasi completamente la chiesa, compresi tutti gli altari interni.
L'edificio, però, viene ricostruito "com'era e dov'era" negli anni successivi alla fine del conflitto: tutte le opere d'arte, compreso il polittico, tornano al loro posto nel 1956. Nessun altare, comunque, viene ricostruito e, pertanto, oggi l'opera si trova semplicemente appesa alla parete, nel vano che anticamente ospitava il secondo altare destro.

## Descrizione

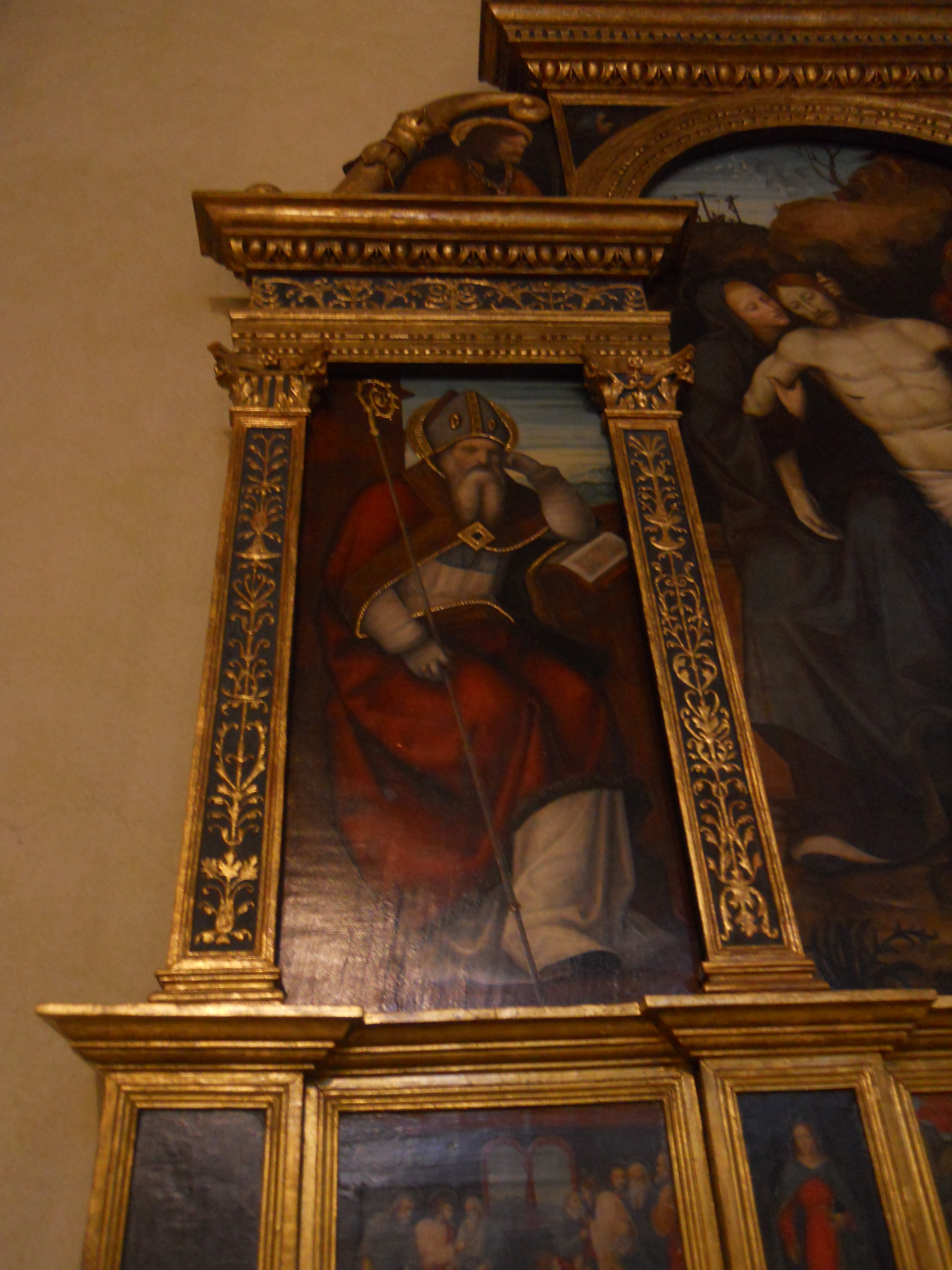
San Felice

L'impostazione e la cornice lignea del polittico sono pienamente rinascimentali: fa da base una predella, dalla quale si alzano quattro lesene di ordine corinzio decorate da candelabre e sorreggenti un frammento di trabeazione. Inoltre, le lesene sono accoppiate, in modo da lasciare uno spazio maggiore al centro. Quest'ultimo è centinato in sommità, con la cornice ad arco poggiante sulle due trabeazioni. A questo punto si eleva un altro corpo rettangolare concluso da un'ulteriore trabeazione tangente alla cornice arcuata sottostante, coronato da una cimasa semicircolare. Questo settore del polittico è infine raccordato al sottostante tramite volute laterali. I dipinti sono quindi posizionati nei vari scomparti, per un totale di tredici tele e due iscrizioni.
Nella predella, da sinistra verso destra, si trovano: l'iscrizione "San Felice Vescovo bresciano", la Lavanda dei piedi, una Santa, il grande riquadro centrale contenente tre episodi, Cristo sul Monte Oliveto, la Flagellazione e la Resurrezione, poi un'altra Santa, quindi Cristo risorto che appare alla Maddalena e infine un'altra iscrizione recante "San Faustino Vescovo bresciano".
La grande tavola centrale centinata raffigura l'episodio della Deposizione: Gesù, ormai morto e dalla pelle biancastra, è la figura cardine della scena, alla quale si affiancano, idealmente ai suoi tre "vertici" (le due braccia aperte e le gambe raccolte), la Madonna, san Giovanni e Maria Maddalena, afflitti dal dolore. Sullo sfondo, in controluce e molto lontano, appare il Golgota con i tre crocifissi sulla sommità.
Nei due riquadri fra le lesene sono posti il vescovo san Felice a sinistra e il vescovo san Faustino a destra, in abiti pontificali e nell'atto di leggere un libro, verosimilmente la Bibbia. In alto, nella cimasa, è raffigurata l'adorazione del Santissimo Sacramento da parte di due angeli, mentre nelle due volute laterali sono posti i santi Faustino e Giovita. Nei due piccoli spazi triangolari che raccordano l'arco del riquadro centrale al basamento della cimasa, infine, sono dipinti due piccoli angeli entro tondi.

## Significato dell'opera

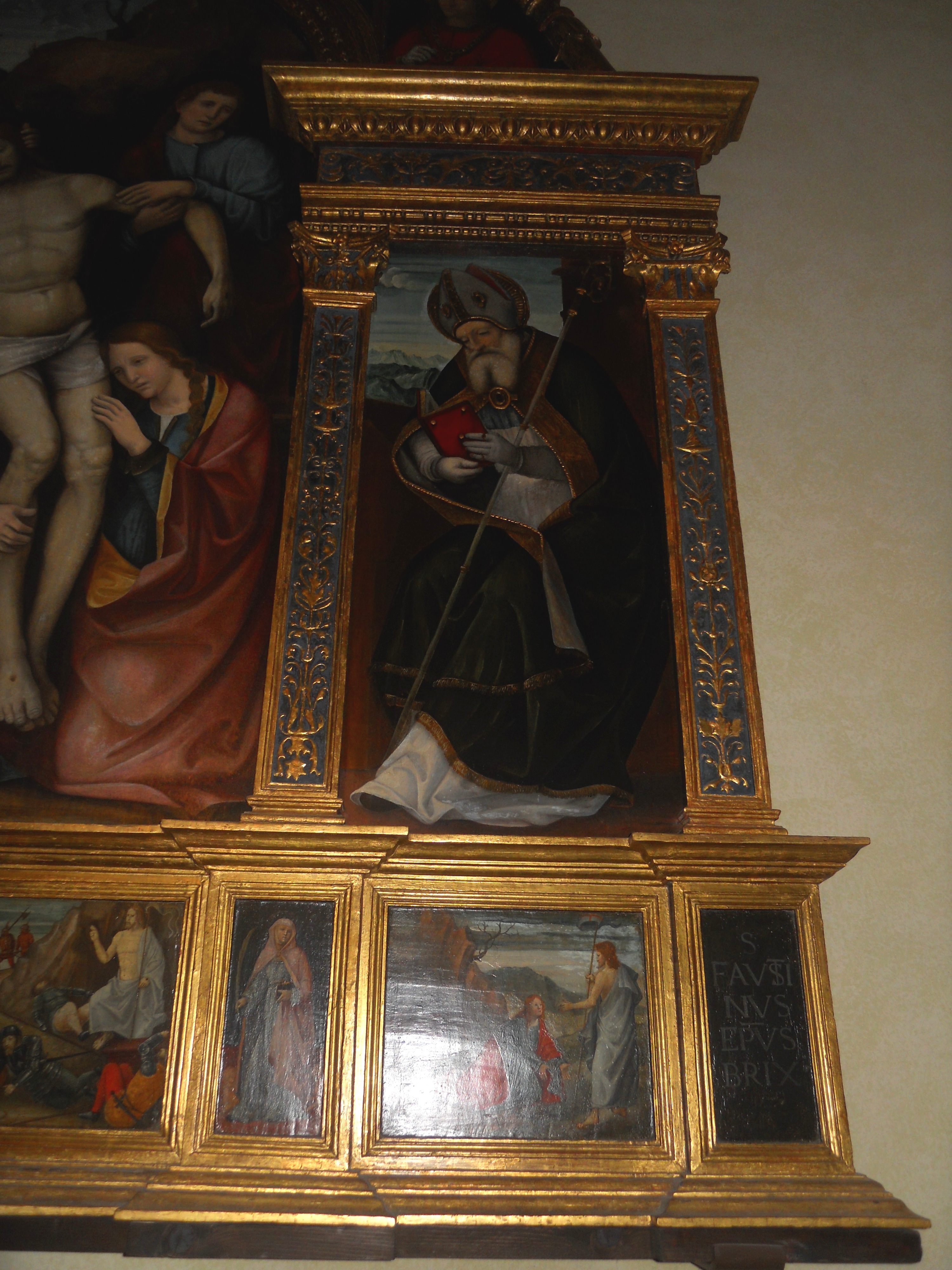
San Faustino

Il significato del polittico è strettamente correlato a due elementi principali: la scena centrale della Deposizione e le figure di contorno. Appare subito strano il fatto che la deposizione del corpo di Gesù stia avvenendo senza la Croce direttamente alle sue spalle: anzi, quest'ultima si trova molto lontano, a margine della scena, in alto a sinistra. Il tutto, quindi, più che una Deposizione, appare una Pietà.
Il crocifisso apparentemente "mancante" è formato dallo stesso polittico mediante una sequenza di simbologie: l'asta verticale centrale ha origine nella scena centrale della predella, la Flagellazione, quindi si sviluppa in altezza, attraversa il corpo di Cristo e giunge in sommità, culminando nell'Adorazione del Santissimo Sacramento. Il braccio trasversale, invece, è formato dalla trabeazione delle due lesene binate e, anche in questo caso, attraversa il corpo di Gesù, orizzontalmente. Il secondo braccio trasversale, che crea così una croce patriarcale, è formato invece dalla base della cimasa superiore.
Collegando idealmente le varie linee si forma quindi un vero crocifisso, dal quale il corpo di Gesù sta per essere deposto. Non è pertanto un crocifisso usuale, bensì definito da simboli e caratterizzato da una sapiente linea di idee, o "movimenti successivi": l'umiltà (la Flagellazione della predella) e il sacrificio (la Deposizione centrale) portano alla gloria (il Santissimo Sacramento).
L'intera scena non è però isolata, ma le fanno da contorno le figure dei martiri: san Felice, san Faustino vescovo, i santi Faustino e Giovita e le due piccole Sante nella predella. Notare che la presenza di questi santi non poteva mancare, essendo la chiesa principale custodia delle reliquie dei martiri bresciani, sul cui cimitero era stata fondata.
Il fatto che qui siano messi in relazione con il concetto prima esposto, dato da una successione di simboli, completa definitivamente il senso dell'opera: Gesù, con la sua umiltà e il suo sacrificio, ha insegnato che essi portano alla gloria; similmente anche i martiri, che si sono sacrificati in nome della loro Fede, hanno raggiunto la gloria in Paradiso. Il significato del polittico è altamente didattico e strettamente legato a ciò che era ed è ancora oggi la chiesa di Sant'Angela Merici: il tempio dei martiri bresciani, il luogo in cui essi vengono onorati e ricordati per il loro sacrificio.